# ショコラ de イースター
ショコラ de イースター（ショコラ・デ・イースター／Chocolat de Easter）とは、フランスのチョコレートメーカーヴァローナの日本代理店、ヴァローナジャポン株式会社が行っている、日本でイースター（復活祭）を楽しむための提案活動。

## 概要
イースターは、元来はキリストの復活を祝う祭であるが、欧米ではイースターと同時に迎える春を家族や親しい人たちと喜び楽しむ、クリスマス同様にとても重要な日である。
日本と欧米では文化が異なるが、日本では春の訪れとともに新年度、別れや始まりの節目を迎える。季節の変化を慈しみ、お正月と同様に新年度を大切にする日本の文化に合わせて、新年度（＝イースター）の時期に、家族や友人など身近にいる大切な人たちにチョコレートを通じて感謝を伝えたり、一緒に過ごしたりする楽しみ方を提案しようと、2016年にスタート。様々な活動を展開している。

## 主な活動内容
- 人気パティシエたちが制作するイースターチョコレート展
- イースターエッグデコレーションを楽しむワークショップ
- エッグハント